# Charlotte Craig
Charlotte Craig (Riverside, 2 de febrero de 1991) es una deportista estadounidense que compitió en taekwondo.
Ganó una medalla en el Campeonato Mundial de Taekwondo de 2007 y tres medallas en el Campeonato Panamericano de Taekwondo entre los años 2008 y 2014.

## Palmarés internacional
| Campeonato Mundial      | Campeonato Mundial      | Campeonato Mundial | Campeonato Mundial |
| Año                     | Lugar                   | Medalla            | Categoría          |
| ----------------------- | ----------------------- | ------------------ | ------------------ |
| 2007                    | Pekín (China)           | Medalla de bronce  | –47 kg             |
| Campeonato Panamericano |                         |                    |                    |
| Año                     | Lugar                   | Medalla            | Categoría          |
| 2008                    | Caguas (Puerto Rico)    | Medalla de oro     | –51 kg             |
| 2012                    | Sucre (Bolivia)         | Medalla de bronce  | –49 kg             |
| 2014                    | Aguascalientes (México) | Medalla de bronce  | –49 kg             |